# Sorbán Csaba
Sorbán Csaba (Szatmárnémeti, 1981. május 28. –) magyar színművész.

## Életpálya
1999-ben érettségizett Szatmárnémetiben a Kölcsey Ferenc Nemzeti Kollégiumban (kémia-biológia és intenzív német nyelv kísérleti osztály). 2004-ben a Marosvásárhelyi Művészeti Egyetem színművész szakán diplomázott, szakmai gyakorlatát a Marosvásárhelyi Nemzeti Színház Tompa Miklós Társulatánál végezte. A diploma megszerzése után egy évadra a nyíregyházi Móricz Zsigmond Színházhoz szerződött. 2005–2008 között kecskeméti Katona József Színház tagja. 2008–2011 között szabadúszó színészként a Zugszínház, a Kecskeméti Katona József Színház, az Aranytíz és a Tintaló Társulás előadásaiban játszott. 2011–2018 között a Szegedi Nemzeti Színház tagja volt. 2018 óta szabadúszó, a Szegedi Szabadtéri Játékok rendszeres fellépője. 2023-tól a debreceni Csokonai Színház tagja.

### Tanulmányai
- 2015–2016 kolozsvári Babeş-Bolyai Tudományegyetem, Tanárképző Intézet (diploma, alapképzés)
- 2016–2018 Marosvásárhelyi Művészeti Egyetem, Tanárképző Intézet (diploma, mesterképzés)
- 2020–napjainkig: Marosvásárhelyi Művészeti Egyetem, Doktori Iskola

### Oktatói pályafutása
- 2010–2011 Aranytíz Musical Stúdió (Budapest) – dráma és improvizáció tanár
- 2013–2016 Kelemen László Szakközépiskola és Színi-tanoda (Szeged) – színészmesterség tanár
- 2016–2021 Marosvásárhelyi Művészeti Egyetem – színészmesterség és improvizáció tanár
- 2021–napjainkig: Színház- és Filmművészeti Egyetem – 2021-2023 Szinházi Rendezőasszisztens szak tanára (főbb tanárgyak: kellékezés, súgás)

## Színházi szerepek
- Szigligeti Ede: Liliomfi – Szellemfi
- Szép Ernő panoptikuma
- Zenés kávéház
- Caragiale: Zűrzavaros éjszaka – Ghita Tircadau
- Lavinia Steer: Eugenioneste
- Molnár Ferenc: Ibolya – Igazgató
- Csehov: Jubileum – Hirin
- Játék Helsingőrben
- Sütő András: Egy lócsiszár virágvasárnapja – Vámos
- Lorca: Vérnász – A menyasszony apja
- Goldoni: Mirandolina – Fabrizio
- Kleist: Szomorújáték (Pentheszileia) – Sorobanosz
- Exupéry-Orbán-Buzási: A kis Herceg – Kisherceg
- Tamási Áron: Búbos vitéz – Hemót
- Szophoklész: Antigoné
- Gyárfás Miklós: Tanulmány a nőkről – Egri Péter
- Shakespeare: Szeget szeggel – Lucio
- Brecht: A szecsuáni jólélek – Rendőr
- Pozsgai: Szabadságharc Szebenben – Kosztka Tivadar
- Gosztonyi: A mi Józsink – Józsi
- Bagossy: E-chat
- Schimmelpfennig: Berlin, Greifswalder Strasse
- Maeterlink: A kék madár – Tilo
- Bereményi-Horváth: Laura – Egyetemista; Utas; Tüntető; Képviselő
- Büchner: Danton halála – Saint-Just
- Gogol: Háztűznéző – Rántotta
- Hašek: Svejk, a derék – Svejk
- Feydeau: Osztrigás Mici – Etienne
- Mayenburg: Lángarc – Karl
- Shakespeare: A windsori víg nők – Pistol
- Móricz Zsigmond: Úri muri – Ködmön András
- Moliere/B.: Mizantróp – Acaste
- Schimmelpfennig: Látogatás apánál – Peter
- Schimmelpfennig: Az állatok birodalma – Peter, Oroszlán, Tükörtojás
- Forgách András: Holdvilág és utasa – Waldheim
- Schaffer: Amadeus – Franz Orsini Rosenberg gróf
- Hollós: Ludas Matyi – Döbrögi
- Kipling: A magányosan sétáló macska
- Jon Fosse: Valaki jönni fog – Másik
- Party
- Wagner: Trisztán és Izolda – Lovag
- Csehov: Három nővér – Szaljónij
- Mikó Csaba: Húsország – Hentes
- Schiller: Haramiák – Spiegelberg
- Schimmelpfennig: Nő a múltból – Andreas
- Szép Ernő: Május – A csibész
- Gaál József: Peleskei nótárius – Fátermörder Jonatán
- Gieselmann: Kolpert úr – Ralph Droht
- Katona József: Bánk bán – Biberach
- Füst Milán: Boldogtalanok – Dr. Beck Gyula
- Katona József: Bánk bán – II. Endre
- Csokonai: Az özvegy Karnyóné... – Samu
- Tasnádi István: Memo (A felejtés nélküli ember) – Seres Ervin ("Tóth Bogyó")
- Dürrenmatt: Az öreg hölgy látogatása – Pap
- Hašek/B.: Svejk, a derék elsőháborús katona – Svejk
- Shakespeare: Ahogy tetszik – Próbakő, udvari bolond
- Brecht: Kurázsi mama a harmincéves háborúban – Eilif
- Kaj Ádám: Színészköztársaság – Sehy Ferenc
- Genet-Gogol: Játékosok & Cselédek – Iharjov, az utazó szakember
- Kisfaludy: Liliomfi – Szellemfi
- Ibsen-Miller: A nép ellensége – Dr. Stockmann Tamás
- Brecht: Menekülés – Csarnota, fehér tábornok
- Ödön von Horváth: Mesél a bécsi erdő – Oszkár
- Mr. Miller goes to Budapest – Zsigmond
- Csehov: Ványabácsi – Mihail Lvovics Asztrov, orvos
- Shaffer: Amadeus – II. József, Ausztria császára
- Molnár Ferenc: Színház – Bánáti, színész; Szolga
- Petőfi-Arany – Arany
- Moliere: Úrhatnám polgár – Dorante gróf; Szabómester
- Moliere: Don Juan – Sganarelle
- Akárki – Barátság; Erő
- Scapin furfangjai –  Scapin

## Film
- Ibrinkó (2001) - rendezte: Puszt Tibor
- A halál népbiztosa Archiválva 2021. április 17-i dátummal a Wayback Machine-ben (2021) - rendezte: Holicska Ádám

## Díjak
- A BRD-Grupe Société Générale és a Marosvásárhelyi Színművészeti Egyetem közös díja (2004)
- Radó-díj (2007)
- Dömötör-díj (2015)[2]